# Typophyllum bolivari
Typophyllum bolivari är en insektsart som beskrevs av Vignon 1925. Typophyllum bolivari ingår i släktet Typophyllum och familjen vårtbitare. Inga underarter finns listade i Catalogue of Life.